# Stewart Haslinger
Stewart Gavin Haslinger (* 25. November 1981 in Ainsdale, Sefton) ist ein englischer Schachmeister.

## Leben
Stewart Haslinger ist promovierter Mathematiker. Er ist Dozent für Differentialgleichungen an der University of Liverpool.

## Erfolge
Haslinger siegte oder belegte vordere Plätze in mehreren Turnieren: 2.–5. Platz bei der britischen Meisterschaft in Douglas 2005, 2. Platz hinter Marat Dzhumaev beim South Wales International in Caerleon (2007) mit Haslingers dritter Großmeister-Norm, 1.–4. Platz beim Open in Benidorm (2008), 1.–2. Platz beim South Wales International in Pontypridd (2009), 1.–3. Platz beim Essent Open in Hoogeveen (2008), 1. Platz beim Open in Palma (2008), 1.–4. Platz beim Open in Hilversum (2009) und 1. Platz beim Unive Open in Hoogeveen (2009).
Auf dem FIDE-Kongress in Chalkidiki 2003 erhielt er den Titel Internationaler Meister. Er hatte zu diesem Zeitpunkt bereits vier Normen erfüllt, nämlich im Juli 1999 beim Young Masters in Somerset, im Juli 2002 bei der britischen Einzelmeisterschaft in Torquay, in der Four Nations Chess League 2002/03 und im August 2003 beim Hilton Premier International in Blackpool. Der Großmeister-Titel wurde Haslinger auf dem 3rd quarter FIDE Presidential Board im September 2007 in Mexiko-Stadt unter dem Vorbehalt verliehen, dass er eine Elo-Zahl von mindestens 2500 erreicht. Bereits in der nächsten Eloliste im Oktober 2007 überschritt Haslinger diese Grenze und trägt seitdem den Titel eines Großmeisters. Die erforderlichen Normen hatte er im Juli 2002 bei der britischen Einzelmeisterschaft in Torquay, in der Four Nations Chess League 2006/07 und im Juli 2007 beim South Wales International-Turnier in Caerleon erreicht.
Stewart Haslinger stammt aus einer Schachfamilie. Seine Schwester Cathy zum Beispiel gewann 1987 in San Juan, Puerto Rico die U14-Weltmeisterschaft der weiblichen Jugend.

## Vereinsschach

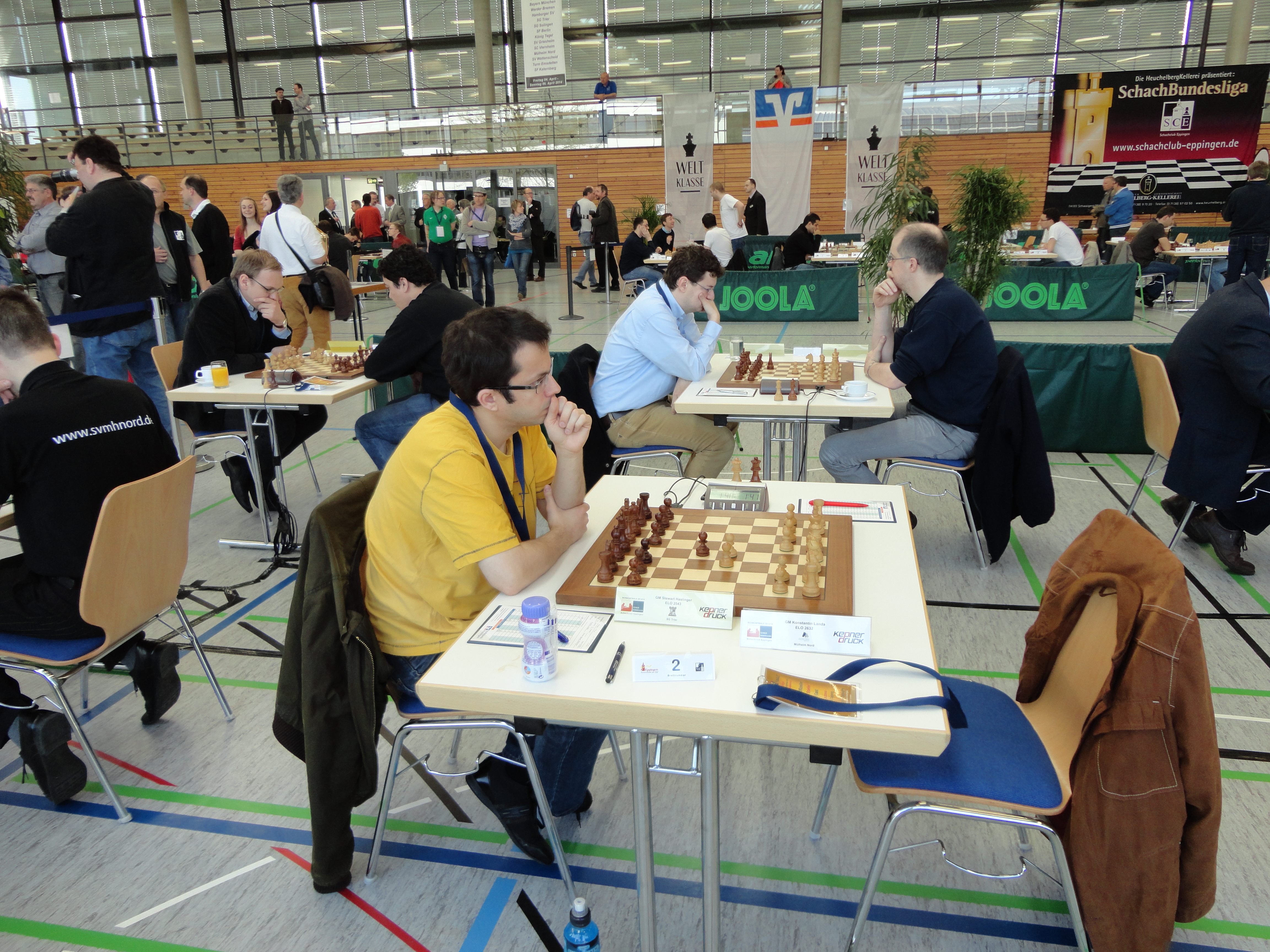
Haslinger, Bundesliga 2014 in Eppingen

In der britischen Four Nations Chess League spielte Haslinger in der Saison 1998/99 in der ersten Mannschaft des Barbican Chess Club, in der Saison 2002/03 bei Perceptron Youth, in der Saison 2004/05 bei den North West Eagles, von 2005 bis 2007 bei 3Cs Oldham, in der Saison 2009/10 bei Pride and Prejudice und in der Saison 2012/13 bei Cheddleton. Seit 2017 spielt er für Manx Liberty.
In der deutschen Schachbundesliga spielt er seit 2009 bei der SG Trier.